# Le Roman de Renart (bande dessinée)
Le Roman de Renart est une série de bande dessinée pour la jeunesse adaptée du recueil de récits médiévaux français des XIIe et XIIIe siècles Le Roman de Renart.
- Scénario : Jean-Marc Mathis
- Dessins et couleurs : Thierry Martin

## Albums
- Tome 1 : Les Jambons d'Ysengrin (2007)
- Tome 2 : Le Puits (2008)
- Tome 3 : Le Jugement de Renart (2009)

## Publication

### Éditeurs
- Delcourt (Collection Jeunesse) : Tome 1 (première édition du tome 1).